# Amor Gitano
Amor Gitano – latin popowa piosenka Beyoncé Knowles oraz Alejandro Fernándeza. Została stworzona przez Knowles, Jaimego Floresa i Reyliego Barbę jako przewodni utwór telenoweli Zorro.
„Amor Gitano” została napisana w języku hiszpańskim i w tejże wersji nagrana w styczniu 2007 roku.

## Wydanie i sukces komercyjny
„Amor Gitano” wydany został jako pierwszy singel z dwunastego albumu studyjnego Fernándeza, Viento a Favor, a także jako drugi singel z edycji deluxe B’Day, drugiej płyty solowej Knowles. Piosenka odniosła sukces przede wszystkim w krajach hiszpańskojęzycznych, pokrywając się ośmiokrotną platyną w Hiszpanii za sprzedaż w formie digital download oraz piętnastokrotną platyną za sprzedaż dzwonków telefonicznych. „Amor Gitano” spędziła trzynaście tygodni na szczycie hiszpańskiej listy przebojów. Była tym samym drugim singlem numer jeden Beyoncé w tym kraju (pierwszy stanowił „Beautiful Liar”), a także jej pierwszym hiszpańskojęzycznym utworem na szczycie.

## Pozycje na listach
| Lista (2007)                     | Najwyższa pozycja |
| -------------------------------- | ----------------- |
| Argentinian Singles Chart        | 12                |
| Spanish Singles Chart            | 1                 |
| Spanish Download Chart           | 1                 |
| Euro Digital Tracks              | 5                 |
| U.S. Billboard Latin Pop Airplay | 23                |

### Certyfikaty
| Kraj      | Format               | Certyfikat             |
| --------- | -------------------- | ---------------------- |
| Hiszpania | digital download     | 8x Platyna (160.000+)  |
| Hiszpania | dzwonki telefoniczne | 15x Platyna (300.000+) |